# Mycalesis sirius
Mycalesis sirius är en fjärilsart som beskrevs av Fabricius 1775. Mycalesis sirius ingår i släktet Mycalesis och familjen praktfjärilar. Inga underarter finns listade i Catalogue of Life.

## Bildgalleri

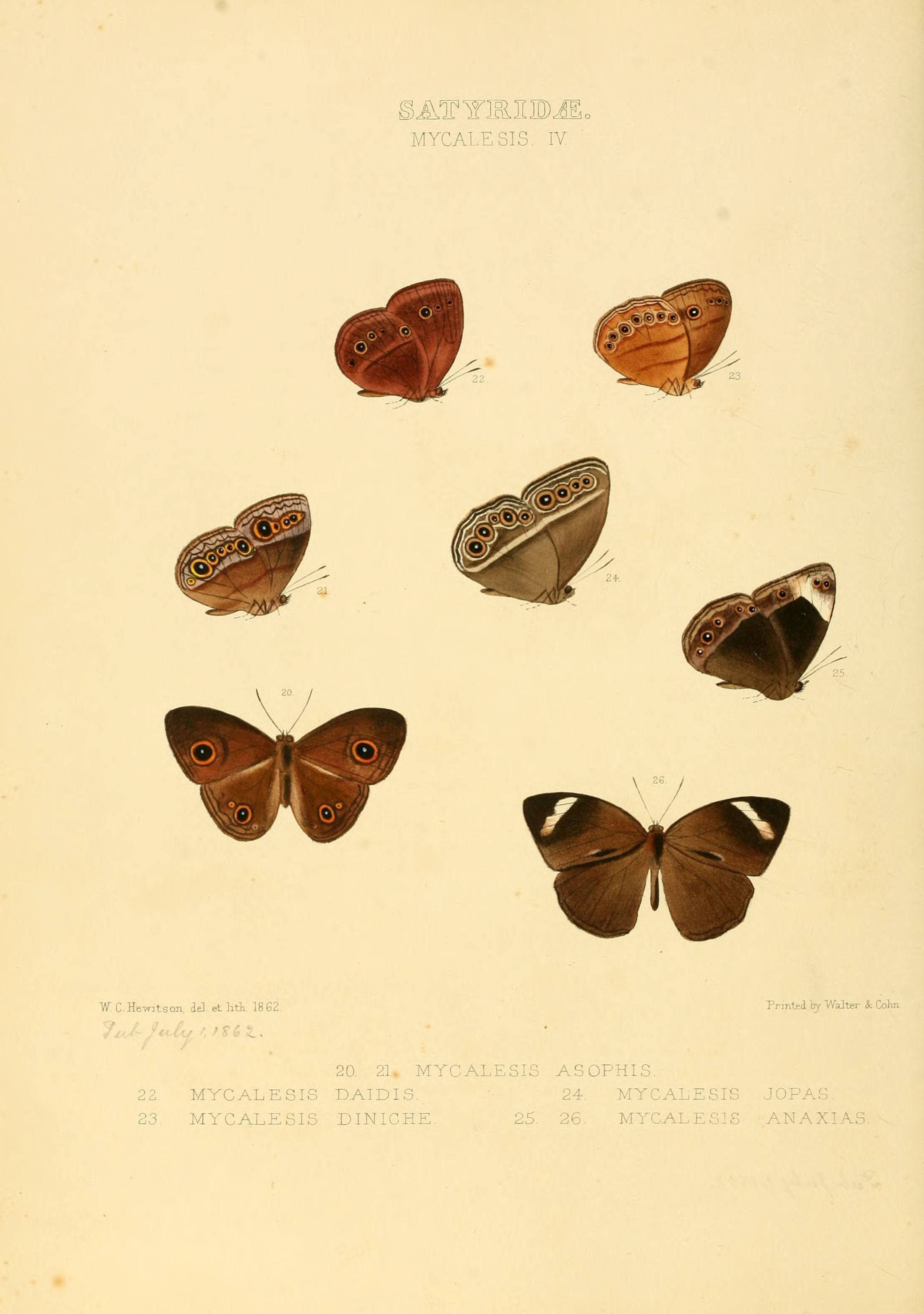
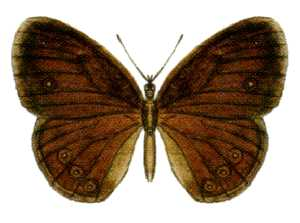